# Neea neblinensis
Neea neblinensis är en underblomsväxtart som beskrevs av Bassett Maguire och Julian Alfred Steyermark. Neea neblinensis ingår i släktet Neea och familjen underblomsväxter. Inga underarter finns listade i Catalogue of Life.